# Nhân Kính Vương hậu
Nhân Kính vương hậu (chữ Hán: 仁敬王后; Hangul: 인경왕후; 25 tháng 10, năm 1661 - 16 tháng 12, năm 1680), là Vương phi thứ nhất của Triều Tiên Túc Tông, vị Quốc vương thứ 19 của nhà Triều Tiên.
Sau khi bà qua đời, Nhân Hiển Vương hậu Mẫn thị được chọn sắc phong Vương phi. Bà sinh được cho Túc Tông 2 người con gái, nhưng đều mất sớm.

## Tiểu sử
Nhân Kính vương hậu sinh vào năm Hiển Tông thứ 2 (1661), ngày 3 tháng 9 âm lịch (tức 25 tháng 10 dương lịch), xuất thân từ Quang Sơn Kim thị (光山金氏). Bà là con gái của Quang Thành phủ viện quân Kim Vạn Cơ (光城府院君金萬基) và Tây Nguyện phủ phu nhân Hàn thị ở Thanh Châu (西原府夫人清州韓氏).
Năm 1671, bà được chọn làm vợ Vương Thế tử Lý Đôn, tước vị Vương thế tử tần. Năm 1674, Thế tử lên ngôi, tức Triều Tiên Túc Tông. Thế tử tần Kim thị được phong làm Vương phi (王妃). Vào những năm 1678 và 1679, Vương phi Kim thị hai lần hạ sinh Vương nữ, nhưng đều mất sớm.
Năm 1680, ngày 26 tháng 10 (tức ngày 16 tháng 12 dương lịch), bà mắc bệnh đậu mùa và qua đời ở tuổi 19 tại Hội Tường điện (會詳殿), Xương Đức Cung. Bà được chôn cất tại Minh lăng (明陵).

## Thụy hiệu
- Quang Liệt Hiếu Trang Minh Hiển Tuyên Mục Huệ Thánh Thuần Ý Nhân Kính vương hậu
- 광렬효장명현선목혜성순의인경왕후
- Gwang Ryeol Hyo Jang Myeong Hyeon Seon Mok Hye Seong Sun Ui In Kyeong Wang hu.